# ヴィットーリオ・ディ・カープア賞
ヴィットーリオ・ディ・カープア賞(Premio Vittorio di Capua)は、イタリアのサンシーロ競馬場で行われている競馬の競走である。格付けはGII。1600mで施行され、出走条件は3歳以上牡馬牝馬。

## 歴史
- 1989年にGIに格上げしたが、2017年にGIIに降格した[1]。

## 主な勝ち馬
- 2006年 ラモンティ
- 2007年 リンガリ
- 2009年 グラディアトラス
- 2010年 リオデラプラタ
- 2011年 ディックターピン
- 2012年 アマロン
- 2013年  シャマルガン
- 2014年  Priore Philip[2]
- 2015年  Red Dubawi [3]
- 2016年  Waikika [4]
- 2017年  Amore Hass[5]
- 2018年  Anda Muchacho [6]
- 2019年  Out Of Time
- 2020年  Out Of Time
- 2021年	Rubaiyat
- 2022年 Bounce The Blues[7]
- 2023年 Brave Emperor[8]
- 2024年 Woodchuck[9]